# Figli di Madre Ignota
I Figli di Madre Ignota sono un gruppo musicale italiano formato a Milano nel 2000 e composto da otto elementi. Nel loro stile convergono varie influenze soprattutto folk sia europee (polka, musica klezmer, taranta) che mediterranee.
Nella loro carriere hanno avuto di modo di suonare in tutta Europa ed in importanti festival come lo Sziget Festival (2009, 2012, 2013), il Rock’n Coke Istanbul (2013), il Lowlands nei Paesi Bassi (2010)

## Formazione
- Donato Brienza
- Massimo Piredda
- Fabio "Ullo" Cardullo
- Stefano "Iasco" Iascone
- Massimo "Zorro" Marini
- Marco "Pampa" Pampaluna
- Andrea Castelli
- Cristiano Novello

## Ex membri
- Mauro Rota detto La Formica Atomica : basso
- Danilo Sala detto FacciaDiGomma : batteria
- Giuseppe Melis detto Sandokan : trombone
- Aaron Brancotti detto Babele Dunnit : tastiere, cori, tamburello

## Discografia

### Album
- 2001 - Kanakapila (autoprodotto)
- 2004 - Tamboo Tamboo (Venus Dischi)
- 2007 - Fez Club (Saphary Deluxe/Venus)
- 2010 - Combat Disco Casbah (Saphary Deluxe/Universal)
- 2014 - Bellydancer (Godzilla Market)